# André Villas-Boas
Luís André de Pina Cabral e Villas-Boas, bolj znan kot André Villas-Boas, portugalski nogometni trener, * 17. oktober 1977, Porto, Portugalska.
Nazadnje je deloval kot glavni trener francoskega kluba Olympique de Marseille.
Leta 2011 je s Portom osvojil Ligo Evropa. S tem je postal najmlajši trener, ki je kdajkoli osvojil kak evropski pokal. Poleti 2011 je Chelsea odkupil njegovo pogodbo s Portom za 15 milijonov evrov (13,3 milijonov funtov), kar je rekorden znesek za trenerja.